# Nikol Kouklová
Nikol Kouklová (* 2. ledna 1990 Praha) je česká herečka a příležitostná modelka.

## Životopis
Narodila se 2. ledna v Praze, kde vystudovala Ekologické gymnázium. Herectví se začala věnovat jako žákyně dramatického kroužku na Základní umělecké škole v Praze u Zoji Oubramové. V 11 letech byla přijata na taneční konzervatoř, ale po pouhých „třech dnech“ se rozhodla z taneční školy odejít. Pohybu se však stále věnuje, o čemž svědčí i její stáž na prestižní Americké herecké škole Stella Adler Studio of Acting. Na uměleckou školu se však vrátila v 16 letech, kdy úspěšně složila zkoušky na Pražskou konzervatoř a nastoupila do ročníku F. Laurina a J. Tesařové. V roce 2009 se dostala na DAMU do ročníku k E. Salzmannové.
Připisuje zkušenosti v Divadle Archa, Národním divadle, Divadle Viola, Divadle Bez zábradlí nebo v Městských divadlech pražských.
Počátkem léta 2015 se vdala za svého kolegu z Divadla Bez zábradlí Karla Heřmánka mladšího.

## Filmografie
- 2009 Comeback
- 2009 Die Rebellin
- 2009 Normal – Ida Reuther
- 2010 Ordinace v růžové zahradě – Bára Barešová
- 2011 Royal Affair – Caterine the Booth